# توتوري (توتوري)
مدينة توتوري (بالإنجليزية: Tottori)‏ هي أحد المدن التابعة لمحافظة توتوري. تأسست رسميًا في 1889-10-01. ويقدر عدد سكانها بـ 200315 نسمة حسب تقدير مكتب الإحصاء الياباني لعام 2012. تبلغ مساحة توتوري 765.66 كم2. بكثافة سكانية تبلغ 262 نسمة/كم2.

## المناخ
يظهر الجدول التالي التغييرات المناخية على مدار السنة لتوتوري:
| البيانات المناخية لـتوتوري        | البيانات المناخية لـتوتوري | البيانات المناخية لـتوتوري | البيانات المناخية لـتوتوري | البيانات المناخية لـتوتوري | البيانات المناخية لـتوتوري | البيانات المناخية لـتوتوري | البيانات المناخية لـتوتوري | البيانات المناخية لـتوتوري | البيانات المناخية لـتوتوري | البيانات المناخية لـتوتوري | البيانات المناخية لـتوتوري | البيانات المناخية لـتوتوري | البيانات المناخية لـتوتوري |
| الشهر                             | يناير                      | فبراير                     | مارس                       | أبريل                      | مايو                       | يونيو                      | يوليو                      | أغسطس                      | سبتمبر                     | أكتوبر                     | نوفمبر                     | ديسمبر                     | المعدل السنوي              |
| --------------------------------- | -------------------------- | -------------------------- | -------------------------- | -------------------------- | -------------------------- | -------------------------- | -------------------------- | -------------------------- | -------------------------- | -------------------------- | -------------------------- | -------------------------- | -------------------------- |
| متوسط درجة الحرارة الكبرى °م (°ف) | 7.4 (45.3)                 | 7.6 (45.7)                 | 11.8 (53.2)                | 18.3 (64.9)                | 23.1 (73.6)                | 26.7 (80.1)                | 30.1 (86.2)                | 31.8 (89.2)                | 26.8 (80.2)                | 21.4 (70.5)                | 16.1 (61.0)                | 10.9 (51.6)                | 19.3 (66.7)                |
| المتوسط اليومي °م (°ف)            | 3.7 (38.7)                 | 3.7 (38.7)                 | 6.9 (44.4)                 | 12.7 (54.9)                | 17.3 (63.1)                | 21.7 (71.1)                | 25.5 (77.9)                | 26.7 (80.1)                | 22.0 (71.6)                | 16.1 (61.0)                | 11.2 (52.2)                | 6.5 (43.7)                 | 14.5 (58.1)                |
| متوسط درجة الحرارة الصغرى °م (°ف) | 0.5 (32.9)                 | 0.2 (32.4)                 | 2.4 (36.3)                 | 6.9 (44.4)                 | 11.9 (53.4)                | 17.5 (63.5)                | 21.7 (71.1)                | 22.5 (72.5)                | 18.1 (64.6)                | 11.6 (52.9)                | 7.0 (44.6)                 | 2.7 (36.9)                 | 10.3 (50.5)                |
| الهطول مم (إنش)                   | 185.3 (7.30)               | 165.0 (6.50)               | 124.6 (4.91)               | 120.5 (4.74)               | 121.4 (4.78)               | 168.0 (6.61)               | 202.5 (7.97)               | 134.8 (5.31)               | 246.6 (9.71)               | 147.7 (5.81)               | 162.0 (6.38)               | 171.1 (6.74)               | 1٬949٫5 (76.76)            |
| متوسط تساقط الثلوج سم (إنش)       | 84 (33)                    | 78 (31)                    | 16 (6.3)                   | 0 (0)                      | 0 (0)                      | 0 (0)                      | 0 (0)                      | 0 (0)                      | 0 (0)                      | 0 (0)                      | 1 (0.4)                    | 32 (13)                    | 211 (83.7)                 |
| متوسط أيام هطول الأمطار           | 19.0                       | 16.8                       | 14.8                       | 11.5                       | 10.4                       | 11.9                       | 10.7                       | 9.2                        | 12.8                       | 11.4                       | 13.9                       | 17.1                       | 159.5                      |
| متوسط الرطوبة النسبية (%)         | 74                         | 75                         | 71                         | 70                         | 71                         | 77                         | 79                         | 77                         | 80                         | 77                         | 75                         | 73                         | 75                         |
| ساعات سطوع الشمس الشهرية          | 68.2                       | 73.4                       | 132.2                      | 176.7                      | 207.7                      | 159.0                      | 179.8                      | 207.7                      | 144.4                      | 142.6                      | 102.0                      | 83.7                       | 1٬677٫4                    |
| المصدر #1: NOAA (1961-1990)       |                            |                            |                            |                            |                            |                            |                            |                            |                            |                            |                            |                            |                            |
| المصدر #2: HKO (sun only)         |                            |                            |                            |                            |                            |                            |                            |                            |                            |                            |                            |                            |                            |

## توأمة
لتوتوري (توتوري) اتفاقيات توأمة مع كل من:
- هاناو
- كوشيرو
- هيميجي
- إواكوني
- تشنغتشو
- سوجو

## أعلام
- نايومي واكاباياشي
- ريو نيشيو
- كينريو أريموتو
- تاكاهيرو ياماموتو
- ياسوغي موري